# ATP Finals 2020
ATP Finals 2020 (còn được biết đến với Nitto ATP Finals 2020 vì lý do tài trợ) là một giải quần vợt nam thi đấu trên mặt sân cứng trong nhà tại The O2 Arena ở Luân Đôn, Vương quốc Anh từ ngày 15 đến ngày 22 tháng 11 năm 2020. Đây là giải đấu kết thúc mùa giải dành cho 8 tay vợt đơn và 8 đội đôi có thứ hạng cao nhất trong ATP Tour 2020.
Đây là lần thứ 51 giải đấu được tổ chức (46 ở nội dung đôi) và là lần cuối cùng Luân Đôn đăng cai giải đấu này.
Vào ngày 14 tháng 8 năm 2020, ban tổ chức thông báo giải đấu sẽ được tổ chức mà không có khán giả tham dự theo các nguyên tắc áp dụng do đại dịch COVID-19 ở Vương quốc Anh.

## Điểm và tiền thưởng
| Vòng                     | Đơn              | Đôi1             | Điểm     |
| Vòng                     | Đơn vị tính: USD | Đơn vị tính: USD | Điểm     |
| ------------------------ | ---------------- | ---------------- | -------- |
| Vô địch                  | 550.000          | 70.000           | RR + 900 |
| Á quân                   | 402.000          | 56.000           | RR + 400 |
| Mỗi trận thắng vòng bảng | 153.000          | 30.000           | 200      |
| Tham dự                  | 153.000          | 68.500           | –        |
| Thay thế                 | 73.000           | 25.000           | –        |

- RR là số điểm hoặc số tiền thưởng giành được ở vòng bảng
- 1 Tiền thưởng cho nội dung đôi được tính cho mỗi đội.
- Một nhà vô địch bất bại (toàn thắng) sẽ giành được 1.500 điểm tối đa và 2.114.000 USD (đơn) hoặc 354.500 USD (đôi) tiền thưởng.

## Thể thức
8 tay vợt (nội dung đơn) và 8 đội (nội dung đôi) được chia thành 2 bảng, mỗi bảng có 4 người/đội. Mỗi bảng lấy 2 tay vợt/đội nhất và nhì bảng tiến vào bán kết, gặp tay vợt/đội nhì và nhất bảng còn lại. Hai tay vợt thắng trận bán kết sẽ gặp nhau ở trận chung kết để tranh chức vô địch, hai tay vợt thua bán kết thì rời giải (không có trận tranh ba).
8 hạt giống được xác định bởi Bảng xếp hạng ATP và Bảng xếp hạng các cặp đôi ATP sau giải đấu ATP Tour cuối cùng của năm dương lịch (cập nhật vào thứ 2 hàng tuần). Tất cả các trận đấu đơn, bao gồm cả trận chung kết, đều diễn ra trong tối đa 3 set (thắng 2 set là thắng trận đấu); nếu set thứ ba hòa 6–6 thì sẽ phân định thắng thua bằng loạt tie-break. Tất cả các trận đấu đôi là 2 set chính (không có lợi giao) và một set phụ.
Xem thêm cách tính điểm trong tennis Lưu trữ ngày 1 tháng 11 năm 2022 tại Wayback Machine.

## Một số quy định chưa từng có tiền lệ
Trong bối cảnh Đại dịch COVID-19 diễn biến phức tạp trên thế giới, để đảm bảo phòng chống dịch, BTC đã đưa ra các quy định sau:
- Khán giả không được phép vào sân theo dõi các trận đấu.
- Các tay vợt và ban huấn luyện sẽ chỉ được ở tại khách sạn Intercontinental, nằm ngay sát The O2 Arena ở thủ đô London.
- Xét nhiệm PCR trước ngày thi đấu tiên từ 4 đến 6 tiếng nhằm xác định người có nguy cơ nhiễm Covid-19, nếu ai có kết quả dương tính sẽ ngay lập tức bị loại khỏi giải đấu.
- Các tay vợt không được phép tự ý di chuyển ra khỏi nơi ở và cũng sẽ bị loại ngay khi có dấu hiệu vi phạm quy định này.
- Đặc biệt, lần đầu tiên trong lịch sử sẽ không có trọng tài dây xuất hiện trên sân. Công việc của họ sẽ được đảm nhiệm bởi các trọng tài trong phòng máy cùng với hệ thống mắt diều hâu, nhằm giảm thiểu tối đa số lượng người trên sân đấu.

## Vòng loại

### Nội dung đơn
8 tay vợt tham dự giải đấu, với 2 tay vợt thay thế. Các tay vợt có suất tham dự theo thứ tự ưu tiên sau:
1. 7 tay vợt hàng đầu trong BXH ATP Race to London được cập nhật vào thứ 2 sau giải đấu cuối cùng của ATP Tour 2020.
2. Hai nhà vô địch Grand Slam (gồm 4 giải đấu) năm 2020 xếp hạng từ 8–20, theo thứ tự xếp hạng
3. Tay vợt xếp thứ 8 trên bảng xếp hạng ATP

Trong trường hợp có tổng số hơn 8 tay vợt, tay vợt thấp hơn trong thứ tự lựa chọn là tay vợt thay thế. Nếu cần thay thế thêm, các tay vợt sẽ được lựa chọn bởi ATP.
Bảng xếp hạng tạm thời được công bố hàng tuần với tên ATP Race to London, chỉ tính các giải đấu diễn ra trong năm 2020. Điểm từ các giải Grand Slam, ATP Tour, ATP Cup, ATP Challenger Tour và ITF Tour. Các tay vợt có tổng số điểm từ 18 giải đấu, thường bao gồm:
- 4 giải Grand Slam
- 8 giải ATP Masters 1000
- Kết quả tốt nhất từ bất kỳ 6 giải đấu khác có tính điểm xếp hạng (ATP Cup, ATP 500, ATP 250, Challenger, ITF)

Tất cả tay vợt phải bao gồm điểm xếp hạng cho các giải Masters bắt buộc mà có trong danh sách tham dự ban đầu và cho tất cả các giải Grand Slam mà đủ điều kiện tham dự, kể cả khi không tham dự (trong trường hợp đó tay vợt nhận 0 điểm). Hơn nữa, những tay vợt kết thúc năm 2017 trong top 30 thế giới là những tay vợt cam kết phải (nếu không bị chấn thương) bao gồm điểm cho 8 giải Masters bắt buộc bất kể có tham dự hay không, và phải tham dự ít nhất 4 giải ATP 500 (mặc dù Monte Carlo Masters có thể tính), trong số đó phải diễn ra sau Giải quần vợt Mỹ Mở rộng. Điểm 0 cũng có thể được tính từ việc rút lui của các tay vợt không bị chấn thương từ các giải ATP 500 theo một số điều kiện khác do ATP đưa ra. Tuy nhiên, ngoài các quy tắc này, một tay vợt có thể thay thế kết quả giải đấu tốt nhất tiếp theo cho các giải đấu Masters và Grand Slam đã không tham dự.
Các tay vợt có thể giảm cam kết tham dự ATP Tour Masters 1000 ở một giải đấu, bằng cách đạt đến các mốc sau:
1. 600 trận đấu cấp độ tour (tính đến ngày 1 tháng 1 năm 2020);
2. 12 năm thi đấu;
3. 31 tuổi (tính đến ngày 1 tháng 1 năm 2020).

Nếu một tay vợt thỏa mãn cả ba điều kiện này, cam kết tham dự ATP Tour Masters 1000 bắt buộc của họ sẽ bị loại bỏ hoàn toàn. Các tay vợt phải có thể trạng tốt theo quy định của ATP để tận dụng cam kết giảm.
ATP Cup sẽ được tính là một sự kiện bổ sung trong bảng phân tích thứ hạng của người chơi.

#### Đôi
8 đội tham dự giải đấu, với một đội thay thế. 8 đội tham dự có suất theo thứ tự ưu tiên như nội dung Đơn. Đội thay thế được tham dự cho bất kỳ đội không được chấp nhận theo thứ tự lựa chọn, sau đó đội không được chấp nhận có xếp hạng cao nhất và sau đó đội được chọn bởi ATP. Điểm được tính trong các giải đấu tương tư như nội dung đơn. Tuy nhiên, đối với các đội Đôi không có giải đấu cam kết, vì vậy các đội dựa trên kết quả của bất kỳ 18 giải đấu có điểm cao nhất trong ATP Tour.

## Các tay vợt tham dự

### Đơn
| #    | Tay vợt            | Điểm   | Ngày        |
| ---- | ------------------ | ------ | ----------- |
| 1    | Novak Djokovic     | 11,630 | 14 tháng 8  |
| 2    | Rafael Nadal       | 9,450  | 14 tháng 8  |
| 3    | Dominic Thiem      | 8,325  | 14 tháng 8  |
| 4    | Daniil Medvedev    | 6,970  | 14 tháng 9  |
| inj. | Roger Federer      | 6,230  | withdrew    |
| 5    | Alexander Zverev   | 5,125  | 12 tháng 10 |
| 6    | Stefanos Tsitsipas | 4,625  | 12 tháng 10 |
| 7    | Andrey Rublev      | 3,919  | 1 tháng 11  |
| 8    | Diego Schwartzman  | 3,455  | 6 tháng 11  |

### Đôi
| # | Tay vợt                              | Điểm  | Ngày        |
| - | ------------------------------------ | ----- | ----------- |
| 1 | Mate Pavić Bruno Soares              | 3,385 | 14 tháng 9  |
| 2 | Rajeev Ram Joe Salisbury             | 3,350 | 14 tháng 8  |
| 3 | Kevin Krawietz Andreas Mies          | 2,910 | 19 tháng 10 |
| 4 | Marcel Granollers Horacio Zeballos   | 2,440 | 19 tháng 10 |
| 5 | Wesley Koolhof Nikola Mektić         | 2,325 | 5 tháng 11  |
| 6 | John Peers Michael Venus             | 2,240 | 5 tháng 11  |
| 7 | Jürgen Melzer Édouard Roger-Vasselin | 2,180 | 13 tháng 11 |
| 8 | Łukasz Kubot Marcelo Melo            | 2,140 | 6 tháng 11  |

## Thành tích trong năm 2020
| | Thứ hạng ATP hiện tại1 | Số danh hiệu mùa này | Số danh hiệu trong sự nghiệp | Thắng – thua năm nay | Tiền thưởng từ đầu năm đến nay (USD) | Số lần dự ATP Finals trước đó | Số chức vô địch ATP Finals |
| Novak Djokovic | 1                      | 4                    | 81                           | 39–3                 | 2.976.158                            | 12                            | 5                          |
| Rafael Nadal | 2                      | 2                    | 86                           | 22–4                 | 3.278.577                            | 9                             | 0                          |
| Dominic Thiem | 3                      | 1                    | 17                           | 22–7                 | 5.163.876                            | 4                             | 0                          |
| Daniil Medvedev | 4                      | 1                    | 7                            | 18–10                | 1.776.683                            | 1                             | 0                          |
| Stefanos Tsitsipas | 6                      | 1                    | 5                            | 28–11                | 1.744.544                            | 1                             | 1                          |
| Alexander Zverev | 7                      | 2                    | 13                           | 23–8                 | 2.771.252                            | 3                             | 1                          |
| Andrey Rublev | 8                      | 5                    | 7                            | 39–7                 | 1.797.099                            | 0                             | 0                          |
| Diego Schwartzman2 | 9                      | 0                    | 3                            | 23–11                | 1.304.972                            | 0                             | 0                          |
| 1 Thứ hạng ATP hiện tại được tính vào thời điểm ngày 9 tháng 11 năm 2020 khi ATP cập nhật bảng xếp hạng mới nhất, trước khi giải đấu diễn ra 2 Diego Schwartzman được tham dự giải đấu do Roger Federer không tham dự vì điều trị chấn thương. |                        |                      |                              |                      |                                      |                               |                            |

## Thành tích đối đầu
Dưới đây là thành tích đối đầu giữa các tay vợt khi gặp nhau trong các giải ATP Tour.

### Đơn
Mọi mặt sân
|   |                    | Djokovic | Nadal | Thiem | Medvedev | Zverev | Tsitsipas | Rublev | Schwartzman | Tổng  | Thắng – thua |
| 1 | Novak Djokovic     |          | 29–27 | 7–4   | 4–2      | 3–2    | 4–2       | 0–0    | 5–0         | 52–37 | 39–3         |
| 2 | Rafael Nadal       | 27–29    |       | 9–5   | 3–0      | 5–2    | 5–1       | 1–0    | 10–1        | 60–38 | 25–5         |
| 3 | Dominic Thiem      | 4–7      | 5–9   |       | 3–1      | 8–2    | 4–3       | 2–2    | 6–3         | 32–27 | 22–7         |
| 4 | Daniil Medvedev    | 2–4      | 0–3   | 1–3   |          | 2–5    | 5–1       | 3–0    | 4–0         | 17–16 | 23–10        |
| 5 | Alexander Zverev   | 2–3      | 2–5   | 2–8   | 5–2      |        | 1–5       | 4–0    | 2–2         | 18–25 | 27–9         |
| 6 | Stefanos Tsitsipas | 2–4      | 1–5   | 3–4   | 1–5      | 5–1    |           | 2–2    | 1–1         | 15–22 | 28–12        |
| 7 | Andrey Rublev      | 0–0      | 0–1   | 2–2   | 0–3      | 0–4    | 2–2       |        | 0–1         | 4–13  | 40–8         |
| 8 | Diego Schwartzman  | 0–5      | 1–10  | 3–6   | 0–4      | 2–2    | 1–1       | 1–0    |             | 8–28  | 25–12        |

Sân cứng trong nhà
|   |                    | Djokovic | Nadal | Thiem | Medvedev | Zverev | Tsitsipas | Rublev | Schwartzman | Tổng | Thắng – thua |
| 1 | Novak Djokovic     |          | 4–2   | 1–1   | 1–0      | 1–1    | 1–0       | 0–0    | 0–0         | 8–4  | 2–1          |
| 2 | Rafael Nadal       | 2–4      |       | 0–0   | 1–0      | 0–2    | 1–0       | 0–0    | 1–0         | 5–6  | 3–1          |
| 3 | Dominic Thiem      | 1–1      | 0–0   |       | 1–0      | 2–0    | 0–1       | 1–1    | 1–0         | 6–3  | 2–1          |
| 4 | Daniil Medvedev    | 0–1      | 0–1   | 0–1   |          | 1–2    | 1–1       | 1–0    | 2–0         | 5–6  | 9–4          |
| 5 | Alexander Zverev   | 1–1      | 2–0   | 0–2   | 2–1      |        | 0–1       | 0–0    | 2–0         | 7–5  | 12–1         |
| 6 | Stefanos Tsitsipas | 0–1      | 0–1   | 1–0   | 1–1      | 1–0    |           | 1–0    | 0–1         | 4–4  | 6–3          |
| 7 | Andrey Rublev      | 0–0      | 0–0   | 1–1   | 0–1      | 0–0    | 0–1       |        | 0–0         | 1–3  | 13–2         |
| 8 | Diego Schwartzman  | 0–0      | 0–1   | 0–1   | 0–2      | 0–2    | 1–0       | 0–0    |             | 1–6  | 5–2          |

### Đôi
|   |                                    | Pavić Soares | Ram Salisbury | Krawietz Mies | Granollers Zeballos | Koolhof Mektić | Peers Venus | Melzer Roger-V. | Kubot Melo | Tổng | Thắng – thua |
| 1 | Mate Pavić Bruno Soares            |              | 1–1           | 1–2           | 1–1                 | 2–0            | 0–0         | 1–0             | 1–1        | 7–5  | 20–10        |
| 2 | Rajeev Ram Joe Salisbury           | 1–1          |               | 0–1           | 3–2                 | 0–2            | 0–1         | 0–0             | 2–2        | 6–9  | 18–7         |
| 3 | Kevin Krawietz Andreas Mies        | 2–1          | 1–0           |               | 0–1                 | 1–1            | 1–0         | 1–1             | 0–1        | 6–5  | 19–13        |
| 4 | Marcel Granollers Horacio Zeballos | 1–1          | 2–3           | 1–0           |                     | 0–0            | 1–0         | 0–0             | 0–0        | 5–4  | 22–6         |
| 5 | Wesley Koolhof Nikola Mektić       | 0–2          | 2–0           | 1–1           | 0–0                 |                | 0–0         | 0–0             | 0–0        | 3–3  | 20–12        |
| 6 | John Peers Michael Venus           | 0–0          | 1–0           | 0–1           | 0–1                 | 0–0            |             | 1–0             | 1–0        | 3–2  | 22–10        |
| 7 | Jürgen Melzer Édouard Roger-V.     | 0–1          | 0–0           | 1–1           | 0–0                 | 0–0            | 0–1         |                 | 0–1        | 1–4  | 23–13        |
| 8 | Łukasz Kubot Marcelo Melo          | 1–1          | 2–2           | 1–0           | 0–0                 | 0–0            | 0–1         | 1–0             |            | 5–4  | 20–11        |

## Diễn biến từng ngày
| Group Tokyo 1970      | Group London 2020      |
| --------------------- | ---------------------- |
| Novak Djokovic [1]    | Rafael Nadal [2]       |
| Daniil Medvedev [4]   | Dominic Thiem [3]      |
| Alexander Zverev [5]  | Stefanos Tsitsipas [6] |
| Diego Schwartzman [8] | Andrey Rublev [7]      |

| Group Bob Bryan                          | Group Mike Bryan                   |
| ---------------------------------------- | ---------------------------------- |
| Mate Pavić / Bruno Soares [1]            | Rajeev Ram / Joe Salisbury [2]     |
| Marcel Granollers / Horacio Zeballos [4] | Kevin Krawietz / Andreas Mies [3]  |
| John Peers / Michael Venus [6]           | Wesley Koolhof / Nikola Mektić [5] |
| Jürgen Melzer / Édouard Roger-Vas. [7]   | Łukasz Kubot / Marcelo Melo [8]    |

| Buổi           | Nội dung       | Bảng/vòng      | Người thắng                              | Người thua                               | Điểm                       |
| Ngày 1 (15/11) | Ngày 1 (15/11) | Ngày 1 (15/11) | Ngày 1 (15/11)                           | Ngày 1 (15/11)                           | Ngày 1 (15/11)             |
| -------------- | -------------- | -------------- | ---------------------------------------- | ---------------------------------------- | -------------------------- |
| Chiều          | Đôi            | Mike Bryan     | Wesley Koolhof / Nikola Mektić [5]       | Kevin Krawietz / Andreas Mies [3]        | 6–7(3–7), 7–6(7–4), [10–7] |
| Chiều          | Đơn            | London 2020    | Dominic Thiem [3]                        | Stefanos Tsitsipas [6]                   | 7–6(7–5), 4–6, 6–3         |
| Tối            | Đôi            | Mike Bryan     | Rajeev Ram / Joe Salisbury [2]           | Łukasz Kubot / Marcelo Melo [8]          | 7–5, 3–6, [10–5]           |
| Tối            | Đơn            | London 2020    | Rafael Nadal [2]                         | Andrey Rublev [7]                        | 6–3, 6–4                   |
| Ngày 2 (16/11) |                |                |                                          |                                          |                            |
| Chiều          | Đôi            | Bob Bryan      | Marcel Granollers / Horacio Zeballos [4] | John Peers / Michael Venus [6]           | 7–6(7–2), 7–5              |
| Chiều          | Đơn            | Tokyo 1970     | Novak Djokovic [1]                       | Diego Schwartzman [8]                    | 6–3, 6–2                   |
| Tối            | Đôi            | Bob Bryan      | Mate Pavić / Bruno Soares [1]            | Jürgen Melzer / Édouard Roger-Vas. [7]   | 6–7(6–8), 6–1, [10–4]      |
| Tối            | Đơn            | Tokyo 1970     | Daniil Medvedev [4]                      | Alexander Zverev [5]                     | 6–3, 6–4                   |
| Ngày 3 (17/11) |                |                |                                          |                                          |                            |
| Chiều          | Đôi            | Mike Bryan     | Kevin Krawietz / Andreas Mies [3]        | Łukasz Kubot / Marcelo Melo [8]          | 6–2, 7–6(7–5)              |
| Chiều          | Đơn            | London 2020    | Dominic Thiem [3]                        | Rafael Nadal [2]                         | 7–6(9–7), 7–6(7–4)         |
| Tối            | Đôi            | Mike Bryan     | Wesley Koolhof / Nikola Mektić [5]       | Rajeev Ram / Joe Salisbury [2]           | 7–6(7–5), 6–0              |
| Tối            | Đơn            | London 2020    | Stefanos Tsitsipas [6]                   | Andrey Rublev [7]                        | 6–1, 4–6, 7–6(8–6)         |
| Ngày 4 (18/11) |                |                |                                          |                                          |                            |
| Chiều          | Đôi            | Bob Bryan      | Marcel Granollers / Horacio Zeballos [4] | Mate Pavić / Bruno Soares [1]            | 7–6(7–4), 6–7(4–7), [10–8] |
| Chiều          | Đơn            | Tokyo 1970     | Alexander Zverev [5]                     | Diego Schwartzman [8]                    | 6–3, 4–6, 6–3              |
| Tối            | Đôi            | Bob Bryan      | Jürgen Melzer / Édouard Roger-Vas. [7]   | John Peers / Michael Venus [6]           | 2–6, 7–6(7–4), [12–10]     |
| Tối            | Đơn            | Tokyo 1970     | Daniil Medvedev [4]                      | Novak Djokovic [1]                       | 6–3, 6–3                   |
| Ngày 5 (19/11) |                |                |                                          |                                          |                            |
| Chiều          | Đôi            | Mike Bryan     | Łukasz Kubot / Marcelo Melo [8]          | Wesley Koolhof / Nikola Mektić [5]       | 6–4, 6–7(2–7), [10–8]      |
| Chiều          | Đơn            | London 2020    | Andrey Rublev [7]                        | Dominic Thiem [3]                        | 6–2, 7–5                   |
| Tối            | Đôi            | Mike Bryan     | Rajeev Ram / Joe Salisbury [2]           | Kevin Krawietz / Andreas Mies [3]        | 7–6(7–5), 6–7(4–7), [10–4] |
| Tối            | Đơn            | London 2020    | Rafael Nadal [2]                         | Stefanos Tsitsipas [6]                   | 6–4, 4–6, 6–2              |
| Ngày 6 (20/11) |                |                |                                          |                                          |                            |
| Chiều          | Đôi            | Bob Bryan      | Mate Pavić / Bruno Soares [1]            | John Peers / Michael Venus [6]           | 6–7(2–7), 6–3, [10–8]      |
| Chiều          | Đơn            | Tokyo 1970     | Novak Djokovic [1]                       | Alexander Zverev [5]                     | 6–3, 7–6(7–4)              |
| Tối            | Đôi            | Bob Bryan      | Jürgen Melzer / Édouard Roger-Vas. [7]   | Marcel Granollers / Horacio Zeballos [4] | 6–6(1–0) retired           |
| Tối            | Đơn            | Tokyo 1970     | Daniil Medvedev [4]                      | Diego Schwartzman [8]                    | 6–3, 6–3                   |
| Ngày 7 (21/11) |                |                |                                          |                                          |                            |
| Chiều          | Đôi            | Bán kết        | Wesley Koolhof / Nikola Mektić [5]       | Marcel Granollers / Horacio Zeballos [4] | 6–3, 6–4                   |
| Chiều          | Đơn            | Bán kết        | Dominic Thiem [3]                        | Novak Djokovic [1]                       | 7–5, 6–7(10–12), 7–6(7–5)  |
| Tối            | Đôi            | Bán kết        | Jürgen Melzer / Édouard Roger-Vas. [7]   | Rajeev Ram / Joe Salisbury [2]           | 6–7(4–7), 6–3, [11–9]      |
| Tối            | Đơn            | Bán kết        | Daniil Medvedev [4]                      | Rafael Nadal [2]                         | 3–6, 7–6(7–4), 6–3         |
| Ngày 8 (22/11) |                |                |                                          |                                          |                            |
| Chiều          | Đôi            | Chung kết      | Wesley Koolhof / Nikola Mektić [5]       | Jürgen Melzer / Édouard Roger-Vas. [7]   | 6–2, 3–6, [10–5]           |
| Chiều          | Đơn            | Chung kết      | Daniil Medvedev [4]                      | Dominic Thiem [3]                        | 4–6, 7–6(7–2), 6–4         |